# Луција (филм)
Луција је југословенски филм из 1965. године. Режирао га је Франце Космач а сценарио су написали Марјан Брезовар, Herbert Grün и Франце Космач по новели Фран Салески Финзгара

## Улоге
| Глумац           | Улога     |
| ---------------- | --------- |
| Метка Бучар      |           |
| Мара Церне       |           |
| Стане Цресник    |           |
| Франчек Дрофеник |           |
| Ангелца Хлебце   | Бознарица |
| Јанко Хочевар    | Кројач    |
| Векослав Јанко   | Бознар    |
| Јанез Јерман     |           |
| Вида Јуван       | Маруса    |
| Мила Качић       |           |
| Миран Кенда      |           |
| Руди Космач      | Мохор     |
| Анцка Ломбар     |           |
| Кристијан Муцк   | Болте     |
| Берт Сотлар      | Гаспер    |
| Јанез Врховец    | Заплажник |

Остале улоге  ▼
| Глумац          | Улога    |
| --------------- | -------- |
| Полде Поленц    |          |
| Франц Пресетник | Ворена   |
| Јанез Рохачек   |          |
| Лојзе Садар     |          |
| Душан Скедл     |          |
| Андреј Смуц     |          |
| Август Станко   |          |
| Антон Терпин    |          |
| Аленка Випотник | Луција   |
| Јоже Зупан      | Подлогар |